# Gendai budo
Gendai budo (現代武道 gendai budō, "modern budo") är ett japanskt uttryck för att definiera moderna japanska kampsporter.

## Omfattning
Termen gendai budō används för att beskriva de moderna japanska kampsporter som etablerades efter Meijirestaurationen, mellan år 1866 och 1869. Därför inkluderas aikido, judo, jūkendō, iaidō, karate, kendo, kyūdō, atarashii naginata samt shorinjikempo. Ryūha däremot kan klassas som koryū, då kampkonsten grundades för mer än 400 år sedan och således innan restaurationen.
Den japanska varianten av sumo klassas oftast, helt felaktigt, under gendai budo. Sumobrottningen är en gammal konst, med rötter från 700-talet, som har vuxit och utvecklats på grund av media.